# 陳淑莊

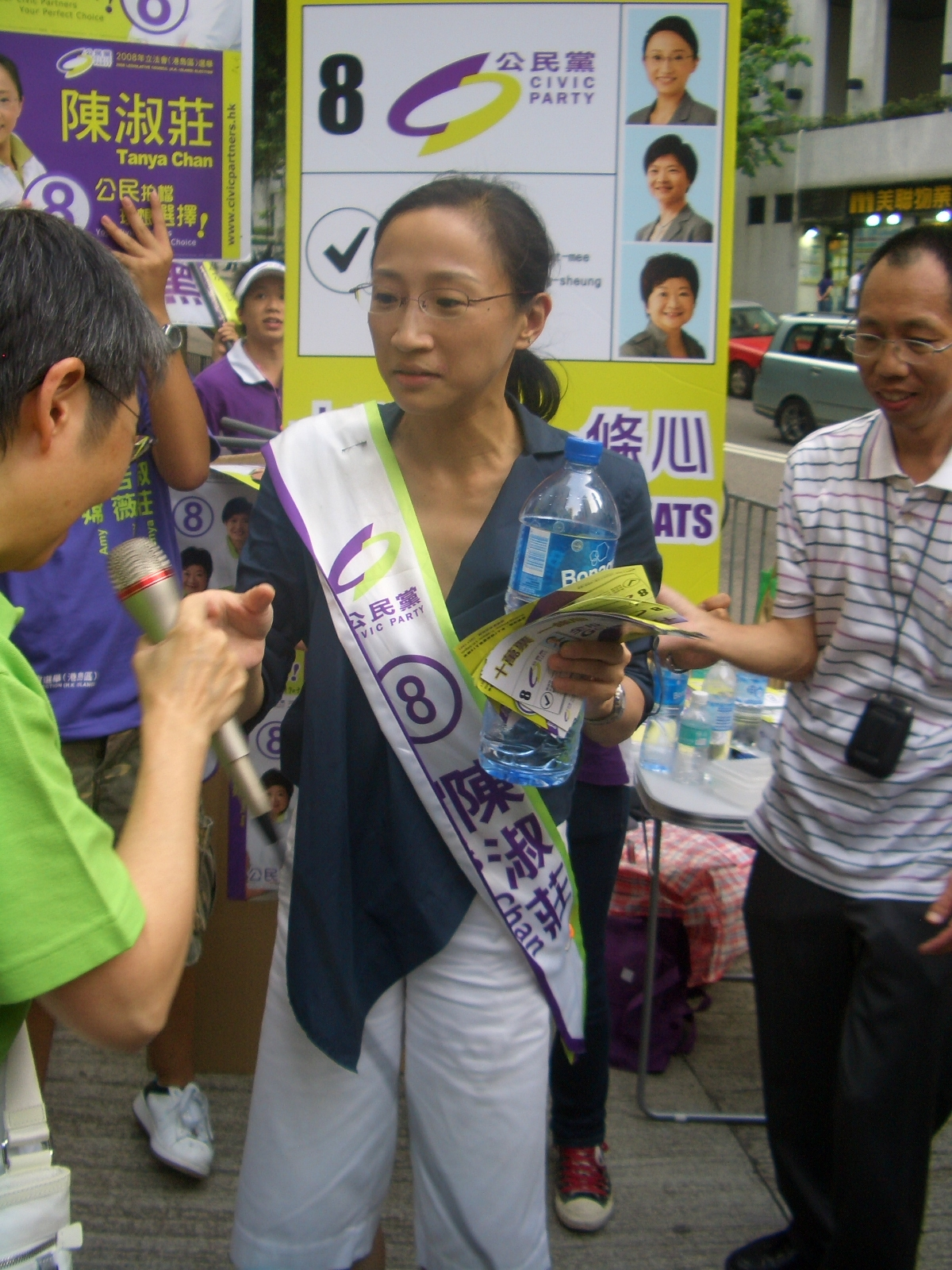
陳淑莊在鰂魚涌康怡花園出席競選宣傳活動（2008年9月）

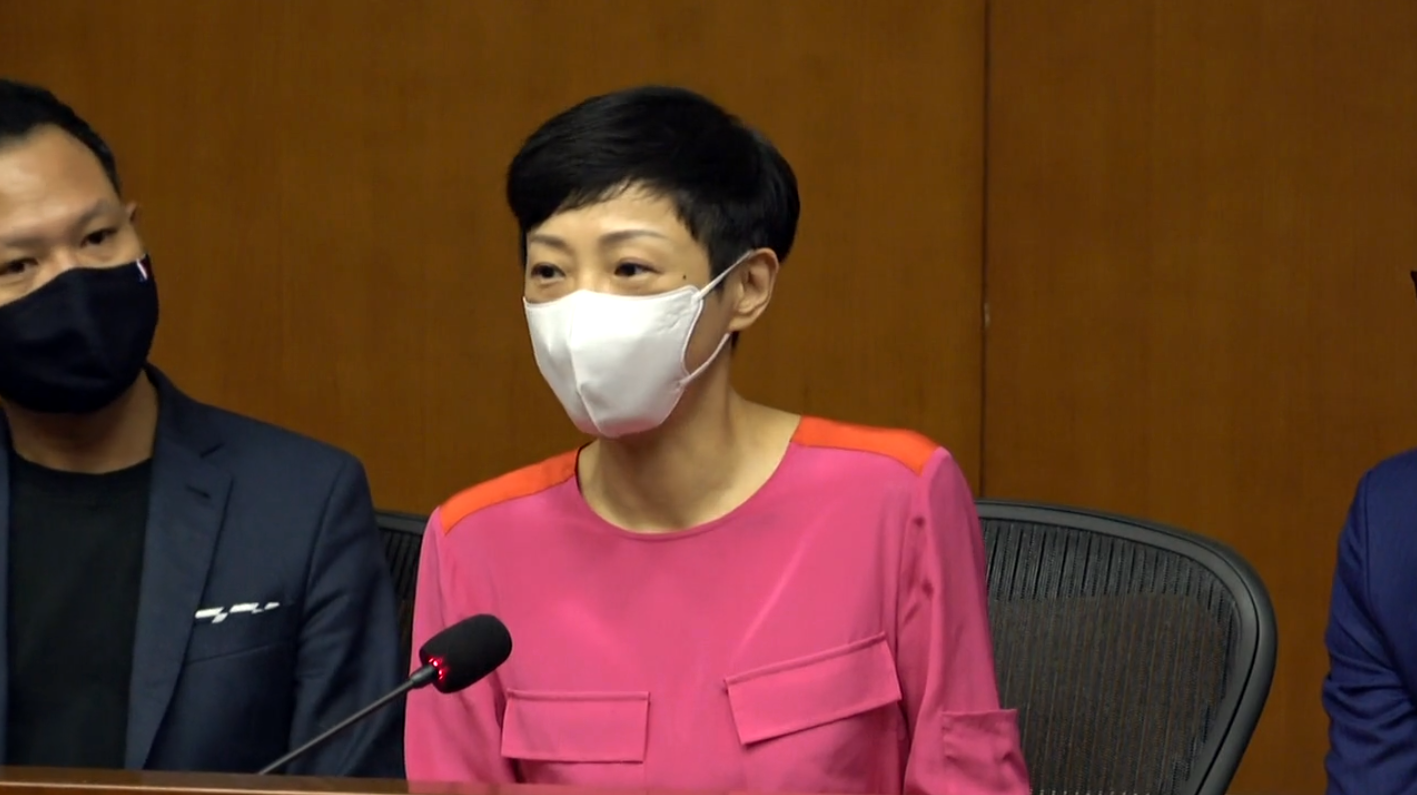
2020年9月29日，陳淑莊去信通知立法會主席，不會繼續擔任議員，同時宣布退出公民黨。

陳淑莊（英語：Tanya Chen Suk Chong，1971年9月14日—），祖籍上海，香港執業大律師，前香港立法會議員、前中西區區議會山頂選區議員，以及前民主派會議召集人。
陳淑莊是公民黨創黨黨員、前外務副主席及前藝人。現時為執業大律師及D100節目主持。政治立場偏向自由主義，要求爭取普選、立法保障市民獲取資訊自由、推動政黨政治、贊成各行各業全面設立最低工資、最高工時以及推動累進稅制以確保社會資源公平分配，以法治、人權為核心價值。2021年移居至台灣，並從大律師轉職為廚師。

## 早年經歷
陳淑莊祖籍上海，在香港出生長大。中、小學及幼稚園皆就讀於嘉諾撒仁愛女修會主辦的嘉諾撒聖心書院，並和女藝人阮小儀為中學同級同學。其後在香港大學法律系學士畢業。
1992年報名參加香港小姐選舉，但未能入圍。陳淑莊起初任職澳紐投資銀行司庫，後期重返香港大學完成法律系碩士，到「姚黎李律師行」當見習事務律師，其後轉職為大律師。
陳淑莊喜愛戲劇，曾經參演舞台劇《東宮西宮》，她亦因此認識，展開從政之路。

## 從政

### 加入公民黨的立法會議員時期
陳淑莊在2008年夥拍公民黨黨魁余若薇及愉景灣區議員容詠嫦出選2008年香港立法會選舉，她在選舉中以高票數當選。
其前男友是食肆仙宮樓老闆叢鐵飛。兩人拍拖八年，2010年10月和平分手。
2010年1月，陳淑莊連同其他四名議員，包括梁家傑、黃毓民、陳偉業、梁國雄，辭去立法會議員職務。再參加補選，因香港並沒有公投法，他們要借補選讓全港市民進行一次變相「公投」，公投議題為「實現真普選，取消功能組別」，為香港政制改革、功能組別的存廢表態。
於2011年香港區議會選舉，陳淑莊敗於自由黨的陳浩濂，未能連任。
於2012年香港立法會選舉，陳淑莊與香港浸會大學政治與國際關係學系副教授陳家洛合組名單，並排在名單次席，參加港島區地區直選，計劃保持公民黨的兩席。最終雖陳家洛以第一高票當選，但因陳淑莊排名第二、所得票數尚未達到全區總和的23%，在名單比例代表制下計算得票，餘票比工聯會的王國興相差四千三百多票，未能連任。在2016年香港立法會選舉，她再次出選港島區地區直選，並以35,404票成功當選，重返立法會。

### 退出公民黨的立法會議員時期
由於陳淑莊在佔中九子案中被判緩刑，根據立法會條例及基本法中定明如議員在其任期中違法而被判監禁以及緩刑等將由判刑當天開始5年內不能夠參選，故陳將無法參與原定2020年香港立法會選舉。任期將於2020年9月30日結束，其泛民主派召集人身份亦會隨之卸任。
政府表示因應疫情，未能舉行2020年香港立法會選舉，其後中央政府更指出延任立法會運作至少一年。隨後即使舉行2021年香港立法會選舉，陳亦因「5年內不能夠參選」而不能參與。
2020年9月29日，公民黨跟隨民主派以政治判斷決定延任1年立法會議員，惟陳淑莊以個人健康及家庭為由，拒絕延任及退出公民黨，公布正式退出政壇。陳指離任及退出政黨是不容易的決定，指早前確診腦瘤，經歷生死邊緣後希望可以讓身體真正休息，並認為自己愧對母親，陳於記者會上不禁哽咽，希望趁自己和母親身體仍然健康時，可以把握時間相處。陳又指，退出政壇是相當徹底的決定，未來不會接受任何訪問，亦不會擔任KOL（意見領袖）等角色，她向民主派、公民黨及支持者等道歉。陳表示，可以為香港市民服務是畢生榮幸，從不後悔，惟作為政治人物總有一日要退下，指自己於未來會化身為普通的香港人，亦會成為公民黨的「粉絲」，支持民主派工作及民主運動。

## 退出政壇及移居臺灣
陳淑莊曾經拜大班樓集團主理人葉一南為師學習廚藝。2021年，由於其母不願一起離開香港，遂隻身一人移居至台灣，其後一直低調生活。2024年，陳淑莊獲葉一南夫婦鼓勵，在台北市松山區開設港式私房菜館「紅棉」，店名取自位於香港中環的紅棉路，將於該年11月15日開幕，並自10月14日起開放予公眾網上預約。群眾反應熱烈，自預定開幕日至2025年1月的名額已在開放預約當天的10小時內全數爆滿。著名美食作家蔡瀾亦曾在正式開張前到訪該店，並為陳淑莊題字。

## 政治立場及關注議題

### 樹木法
陳淑莊多年來都要求政府訂立樹木法，保護及制衡濫砍樹木，並曾於2018年5月曾在立法會答問時間質問行政長官林鄭月娥會否定立《樹木法》。

### 林子健被擄事件
2017年8月11日，民主黨召開記者會，講述黨友林子健在8月10日被懷疑擄走、禁錮及毆打，公民黨陳淑莊即時在其個人專頁中及接受傳媒訪問時指責共產黨跨境執法，多次把事件與一地兩檢掛勾，表示：「此事證明民主派所言的「恐懼」並非虛構，而是恐懼成真，更是接二連三地發生。」在8月14日，《傳真社》記者在收集旺角砵蘭街商戶的閉路電視片段後，發現民主黨林子健講法與影片矛盾後，陳淑莊於次日接受報章查詢時即時解釋：「當日的回應，是基於當時所能掌控的資料。事情持續出現變化，希望盡快真相大白。」及後再無就事件與一地兩檢串連和回應。

### 佔中九子案
陳淑莊因於2014年9月27及28日參與佔領中環行動而被控「煽惑他人作出公眾妨擾」及「煽惑他人煽惑公眾妨擾」罪，相關罪行最高可判監7年。該案件於2019年4月9日在西九龍裁判法院裁決，陳淑莊「煽惑他人犯公眾妨擾罪」、「煽惑他人煽惑公眾妨擾罪」成立，案件於4月24日判刑。

### 罹患腦疾
2019年4月24日，佔中九子案判刑當日，陳淑莊的代表律師向法官呈上腦部磁力共振掃描，形容陳淑莊腦部腫瘤壓迫腦幹，導致腦幹彎曲，生命受威脅。6月10日，陳淑莊判囚8個月，獲准緩刑兩年。

## 其他公職
- 公共專業聯盟委員及其傳訊委員會召集人
- 立法會環境事務委員會主席（2016-2018）
- 立法會監察西九文化區計劃推行情況聯合小組委員會副主席
- 立法會垃圾收集及資源回收小組委員會主席
- 立法會《私營骨灰安置所條例草案》委員會副主席
- 立法會《2016年海岸公園(指定)(修訂)令》小組委員會 主席

## 其他
2017年，陳淑莊不時於專欄上談及自己的飲食習慣及意見。
2018年接受訪問時透露，在立法會中喜歡留意其他議員的穿搭打扮，亦大讚吳靄儀飾物、鞋、絲巾都是自己襯，襯得好好。
2019年8月，陳淑莊在筲箕灣等候過馬路時疑遭一名男子強吻，後該男子被控一項非禮罪。

## 娛樂圈
- 陳淑莊曾在組合C AllStar《我們的胡士托》的MV中客串
- 於五區公投期間，TVB電視節目《荃加福祿壽》曾有一模仿她的角色，名為陳素妝。
- 東宮西宮TV，香港亞洲電視製作的政治喜劇。
- 於2011年8月27日在香港電台電視節目《贏得樂 玩得喜》中是第八集嘉賓
- 在2012年10月-11月間，為商業二台節目《在晴朗的一天出發》之客席主持
- 自稱曾參選1992年香港小姐，但未能入圍總決賽
- 在港大法律系迎新宿營時，其隊輔（組爸）為資深音樂人、經理人周博賢
- 《蘋果日報》旗下節目《亂噏24》節目主持[19]
- ViuTV節目《最熟悉的陌生人》主持之一
- 無綫電視節目《至8女人心》任嘉賓

## 歌曲派台紀錄
| 派台歌曲成績 | 派台歌曲成績 | 派台歌曲成績 | 派台歌曲成績 | 派台歌曲成績 | 派台歌曲成績 | 派台歌曲成績 |
| ------------ | ------------ | ------------ | ------------ | ------------ | ------------ | ------------ |
| 唱片         | 歌曲         | 903          | RTHK         | 997          | TVB          | 備註         |
| 2012年       |              |              |              |              |              |              |
|              | 戴錯野夫人   | -            | -            | -            | -            |              |

| 各台冠軍歌總數 | 各台冠軍歌總數 | 各台冠軍歌總數 | 各台冠軍歌總數 | 各台冠軍歌總數    |
| -------------- | -------------- | -------------- | -------------- | ----------------- |
| 903            | RTHK           | 997            | TVB            | 備註              |
| 0              | 0              | 0              | 0              | 四台冠軍歌總數：0 |

## 出版著作
| 《政．戲．伊人》 | 2008年7月 | 明窗出版社有限公司 | ISBN 9789628994663 |

| 《邊走邊吃邊抗爭》 | 2014年6月 | 紅出版（圓桌文化） | ISBN 9789888270644 |

## 外部連結
- 陳淑莊的Instagram帳戶
- 陳淑莊的Facebook專頁
- 陳淑莊的X（前Twitter）
- 三代上海妹在香港政壇接力 （页面存档备份，存于）
- YouTube上的陳淑莊–山頂區(3號)候選人 - 2007年區議會選舉 (選舉廣告)

| 議會席位      | 議會席位                                                 | 議會席位      |
| ------------- | -------------------------------------------------------- | ------------- |
| 前任： 林文傑 | 中西區區議會 山頂選區區議員 2008年1月1日－2011年12月31日 | 繼任： 陳浩濂 |
| 前任： 毛孟靜 | 民主派會議召集人 2019年10月1日－2020年9月30日            | 繼任： 胡志偉 |
| 政黨職務      |                                                          |               |
| 首任          | 公民黨港島支部內務副主席 2006年－2008年                  | 繼任： 陳家明 |
| 前任： 余冠威 | 公民黨青年公民主席 2008年－2010年                        | 繼任： 曾建峰 |
| 前任： 黎廣德 | 公民黨副主席（外務） 2012年－2020年9月29日               | 繼任： 譚文豪 |